# Maria Full of Grace
Maria Full of Grace (origineel: María, llena eres de gracia) is een Amerikaans-Ecuadoraans-Colombiaanse (Spaanstalige) misdaad-dramafilm uit 2004. De film werd zowel geschreven als geregisseerd door Joshua Marston, voor wie het de eerste avondvullende productie was.

## Verhaal
María Álvarez (Catalina Sandino Moreno) is een zeventienjarig meisje dat opgroeit in een arm huishouden in Colombia samen met haar moeder, zus Diana (Johanna Andrea Mora) en diens baby Pacho. Ze komen chronisch geld tekort. Álvarez staat thuis bijna al haar inkomsten af zodat ook haar familieleden te eten hebben. Ze verdient haar geld met werk in een bloemkwekerij, waar zowel zij als de andere arbeidsters afgebeuld worden door de opzichters.
Álvarez voelt zich op een dag helemaal niet lekker terwijl ze aan het werk is. Ze moet overgeven en wil naar de wc. De opzichter staat het niet toe en wil dat ze doorwerkt. Daarop neemt ze ontslag, waar haar familie helemaal niet blij mee is. Álvarez blijkt twee maanden zwanger van haar vriendje Juan (Wilson Guerrero). Ze krijgt alleen ruzie met hem op een feest en danst er de rest van de avond met de ook aanwezige Franklin (John Álex Toro). Wanneer Álvarez de volgende dag op weg gaat naar Bogotá om nieuw werk te zoeken, rijdt Franklin langs op zijn motor en biedt haar een lift aan. Ze vertelt hem waarom ze naar Bogotá wil. Hij suggereert dat ze veel geld kan verdienen als koerier en dat hij haar in contact kan brengen met de juiste personen als ze hier interesse in heeft. In eerste instantie twijfelt Álvarez of ze dat wel moet doen, maar gezeur thuis van Diana geeft haar het laatste zetje. Ze accepteert.
Franklin brengt Álvarez in contact met Javier (Jaime Osorio Gómez), voor wie ook Lucy Díaz (Guilied Lopez) werkt. Die laatste leert haar hoe ze bolletjes moet slikken door te oefenen met hele druiven. Wanneer Álvarez dit onder de knie heeft, stuurt Javier haar met 62 bolletjes gevuld met drugs in haar maag op weg naar de Verenigde Staten. Daar zal ze worden opgevangen door zijn contacten, die haar $5000,- zullen geven als de bolletjes er weer uit zijn. Álvarez gaat zodoende aan boord van een vliegtuig, waarin ook haar vriendin Blanca (Yenny Paola Vega), Lucy en een hun onbekende vierde vrouw met een maag vol bolletjes aanwezig zijn. Dit om ervoor te zorgen dat er sowieso een lading aankomt in Amerika wanneer iemand opgepakt wordt door de politie. Dat is niet het enige risico, want als een van de bolletjes knapt, is dit levensgevaarlijk voor de slikker ervan en de smokkelaars maken bovendien duidelijk dat er bij aankomst maar beter geen bolletjes vermist kunnen zijn, want dan krijgt de familie van de koerier een onvriendelijk bezoekje van ze.
Álvarez loopt bij de Amerikaans douane bijna tegen de lamp, maar voorkomt ontdekking omdat ze als zwangere vrouw geen röntgenscan mag ondergaan. Een paar mannen brengen Lucy, Blanca en haar naar een kamer waar ze de bolletjes moeten gaan uitpoepen. De vierde koerier is onderschept door de douane. Lucy is ziek, maar mag niet naar een dokter voor alle bolletjes uit haar maag zijn. Als Álvarez 's nachts wakker wordt, ziet ze een van de mannen met Lucy over zijn schouder lopen. De badkuip blijkt vol bloed te zitten. Daarom gaat ze er samen met Blanca vandoor naar Queens, waar Lucy's zus Carla (Patricia Rae) woont met haar man Pablo Aristizábal (Fernando Velasquez).
Álvarez vertelt haar dat Lucy vertelde zei ze bij haar aan kon kloppen en dat het goed met Lucy gaat. Carla brengt haar de volgende dag in contact met arbeidsconsulent Don Fernando (Orlando Tobón). Deze heeft net een fax binnen met daarop een foto van een onbekende vrouw wier buik is opengesneden, waarop Álvarez Lucy herkent. In haar buik en die van Blanca zitten niettemin ook nog een aantal bolletjes en ze beseffen dat de smokkelaarsbende deze echt niet zomaar opgeeft. In een poging de schade te beperken, benaderen ze de smokkelaars daarom zelf.

## Rolverdeling
- Catalina Sandino Moreno - María Álvarez
- Yenny Paola Vega - Blanca
- Charles Albert Patiño - Felipe
- Wilson Guerrero - Juan
- Johanna Andrea Mora - Diana Álvarez
- Evangelina Morales - Rosita
- John Álex Toro - Franklin
- Jaime Osorio Gómez - Javier
- Guilied Lopez - Lucy Díaz
- Ada Vergara De Solano - Carolina
- Maria Consuelo Perez - Constanza
- Juan Porras Hincapie - Wilson
- Fernando Velasquez - Pablo Aristizábal
- Patricia Rae - Carla
- Orlando Tobón - Don Fernando
- Oscar Bejarano - Carlos

## Achtergrond
Maria Full of Grace was de eerste film voor Catalina Sandino Moreno.
De film werd met positieve reacties ontvangen door critici. Op Rotten Tomatoes scoort de film 97% aan goede beoordelingen. In de Verenigde Staten bracht de film $12.594.630 op, en daarbuiten $6.065.006.

## Prijzen en nominaties
Catalina Sandino Moreno werd voor haar rol in de film genomineerd voor een Academy Award.
Dertig andere filmprijzen werden de film daadwerkelijk toegekend, waaronder de Zilveren Beer voor Moreno, Independent Spirit Awards voor Moreno en het script en de publieksprijs van het Sundance Film Festival 2004 voor de film.